# Prieuré de Berne
Le prieuré de Berne est construit par des moines de l'abbaye Notre-Dame d'Évron, à Saint-Baudelle près de Mayenne en  Mayenne. Il dépendait de l'abbaye d'Évron. 

## Histoire
Jean-Baptiste Guyard de La Fosse atteste, peut-être à tort, qu'au XVIe siècle vivaient encore quatre moines.
La maison avait été saccagée par les huguenots ; on la reconstruisit en partie, mais on ne dépensait pas pour le service divin même le nécessaire. En 1644, le fermier battait son grain dans la chapelle ; les fenêtres étaient sans vitres et, dans le sanctuaire désolé, le chapelain chaque jour disait la messe avec son calice d'étain dessoudé.
Le procès-verbal de la visite effectuée en septembre 1684, par Julien Aubert, notaire apostolique, curé de Notre-Dame de Mayenne, indique qu'il est constaté que le missel de la chapelle de Berne était endommagé, jusqu'à la moitié, de plusieurs coups de haches ; qu'un vieux livre de plain-chant en parchemin n'avait ni commencement ni fin et que le reste du mobilier n'était pas plus décemment composé.

### Après la Révolution française
Le prieuré est vendu à la Révolution française sur[pas clair] les moines bénédictins de l'abbaye Notre-Dame d'Évron et transformé au cours du XIXe siècle par les nécessités changeantes des propriétaires et des closiers, qui abattent les bâtiments de la grange et sectionnent en petits logements la hauteur de la chapelle. 
Au début du XXe siècle, Grosse-Dupéron décrit les restes du prieuré comme « des murs dégradés, en granit, plaqués çà et là d'enduits blafards qu'égarent seulement des touffes de ravenelles et une vigne abandonnée aux caprices de ses vrilles ; des toitures qui gondolent et s'affaissent sous le poids d'épaisses ardoises et dont les larmiers ziguezaguent tout autour ; en saillie, une tourelle hexagonale, qui a perdu son épi et sort un peu de la banalité de l'ensemble ».

## Prieurs
- Romuald, il s'agit du premier prieur, d'après l'abbé Angot[1].
- Hamelin, entre 1190 et 1203[2].
- Renaud, prieur du temps de Juhel II de Mayenne
- Véon ou Béon, prieur qui est en 1413 choisi comme arbitre entre les héritiers de Jeanne de Grazay[3].